# Débora Falabella
Débora Lima Falabella (født 22. februar 1979 i Belo Horizonte) er en brasiliansk skuespillerinde.